# Дедуктивна педагогија
Дедуктивна педагогија јесте правац у педагогији који своја основна педагошка начела не изводи на основу проучавања васпитно-образовне праксе, већ дедуктивно - из законитости наука значајних за педагогију, попут филозофије, психологије, социологије, антропологије, биологије али и из одређених идејних и друштвених ставова, идеологије и политике, религијских начела итд. 
Дедуктивна педагогија игнорише праксу услед негирања индуктивног пута сазнања. Мишљења је да епистемолошки, индукција стоји ниже од рационално-дедуктивног, филозофског метода. Она не полази од праксе нити у пракси проверава исправност дедуктивно утврђених начела. Евалуација начела до којих се дошло дедуктивним путем врши се тако што се проверава колико су она усаглашена са ставовима из којих су изведена. Дакле, њихова практична провера није потребна јер је стварност безусловно потчињена теоријски установљеним начелима.

## Представници
Карактеристичан пример дедуктивне педагогије је Хербартов педагошки систем. Хербарт је своју педагогију засновао примарно на дедуктивним закључцима филозофије и психологије. Из филозофије (прецизније, из филозофске дисциплине етике) је извео педагошку телеологију и скоро читав теоријски аспект педагогије, док је из психологије извео начела и правила за васпитно-образовну праксу. Педагогију су дедуктивно заснивали и други представници, али највише представници филозофске педагогије. 

## Критика
Овај приступ водио је у схематизам, шаблонизам, спекулативност, субјективност, униформност и декларативност у педагошкој науци. Тако је спутавао иницијативу и стваралаштво практичара, као и примену индивидуализованих наставних поступака. Крајем 19. и почетком 20. века почиње се јављати отпор према до тада владајућој хербартијанској педагогији и њеној дедуктивно-рационалистичкој оријентацији. Тада се реформна педагогија јавља као супротстављајући правац, а унутар ње експериментална педагогија, која заузима другу крајност - претерано коришћење индуктивног метода и запостављање дедукције.
С обзиром на то да су образовање и педагогија прожети политичким, културним, социоекономским факторима и утицајем других блиских наука, истраживања морају да ставе образовање у контекст ових чинилаца. У том смислу, дедукција представља незаобилазан метод у проучавању васпитања. Међутим, педагогија се не сме заснивати само на њему. Кар наводи да “основа за истраживање у образовању није њена способност да се прилагоди критеријумима који су изведени из друштвених наука, већ је то њена способност да ове проблеме суочава на систематски начин”. Потребно је прихватити индукцију и друге поступке који стоје на располагању како би се васпитна проблематика проучила што свестраније.